# Aces High (марш)
Aces High — оркестрова музика Рона Гудвіна у стилі військового маршу для саундтреку до фільму «Битва за Британію» 1969 року.
Марш був навмисно написаний у стилі, який імітував німецькі марші, як тема люфтваффе у фільмі, і спочатку називався Luftwaffe March. Після того, як мелодія набула популярності у США та Британії, її було перейменовано на Aces High (Аси, вище!).

## Історія
У фільмі «Битва за Британію» музика звучить під час початкової серії як супроводження сцени з 50 літаками Heinkel. Насправді їх імітували іспанські літаки CASA, а сцена була знята в березні 1968 року на аеродромі Таблада (севільський аеропорт) в Андалусії, південна Іспанія.
Композиція виконується переважно військовими та духовими оркестрами, рідше також оркестрами на гала-концертах. Коли 18 липня 2000 року королева відкрила нове посольство Великої Британії в Берліні вартістю 35 мільйонів фунтів стерлінгів, оркестр Королівського танкового полку виконав музику, що розглядалося певними спостерігачами як етична помилка. 